# クラーラ・ペタッチ
クラーラ・ペタッチ（イタリア語: Clara Petacci, 1912年2月28日 - 1945年4月28日）は、イタリアの女性。
ベニート・ムッソリーニの愛人。愛称はクラレッタ（Claretta）。

## 概要

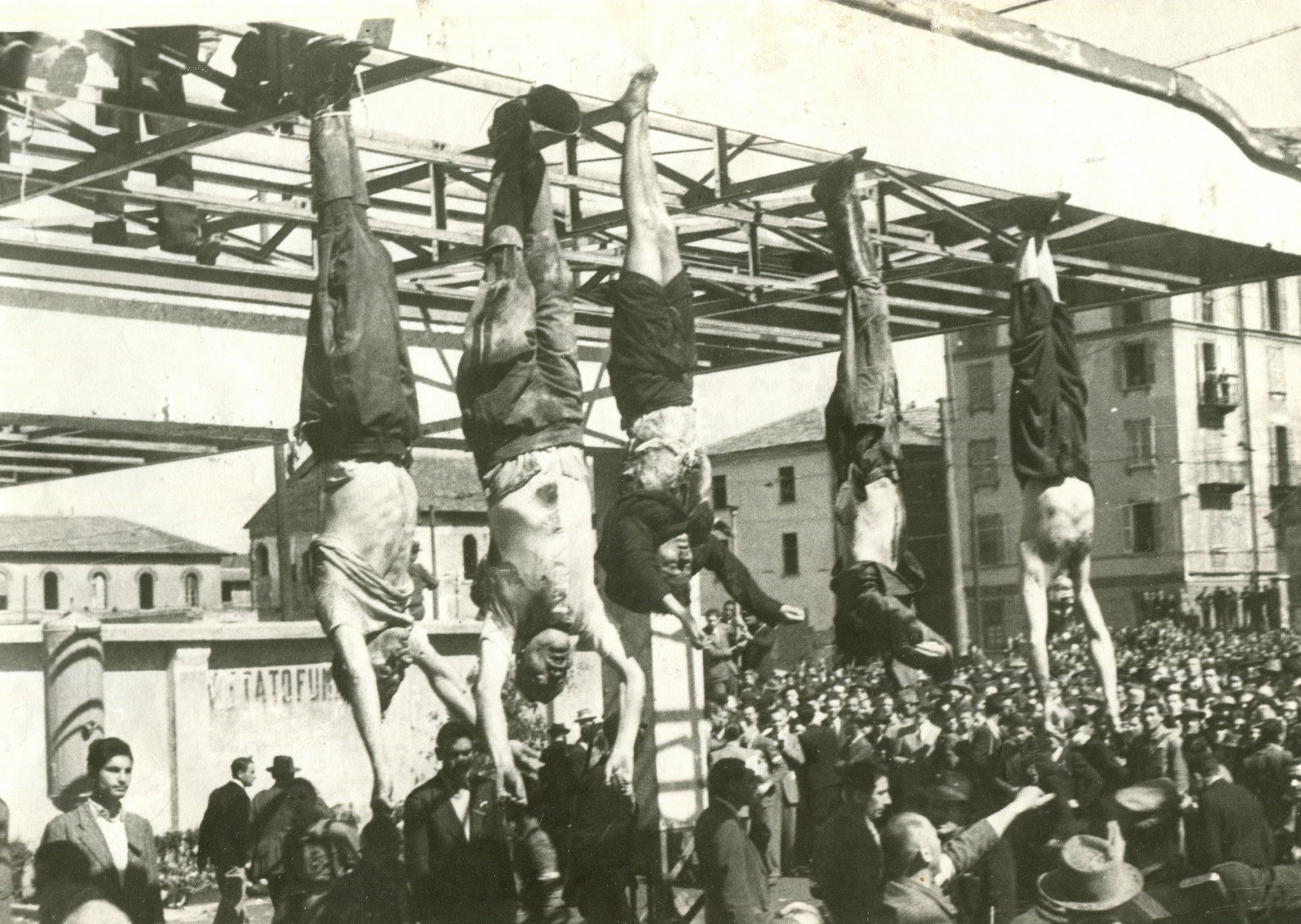
処刑後、ロレート広場に吊るされるニコラ・ボムバッチ、ベニート・ムッソリーニ、クラーラ・ペタッチ、アレッサンドロ・パボリーニ、アキッレ・スタラーチェ

ローマの上流家庭で、ローマ教皇庁に務めるフランチェスコ・サヴェーリオ・ペタッチとジュゼッピーナ・ペルシケッティとの間に生まれた。
1945年、コモ湖畔でムッソリーニと共に処刑され、遺体はミラノのロレート広場にさらされた。クラーラはファシストでもなく戦争犯罪者でもなく、ただの愛人に過ぎなかったため、処刑時も後世もかなりの議論が起きた。

## 関連作品
映画
- 『クラレッタ・ペタッチの伝説』（イタリア映画、1984年、演：クラウディア・カルディナーレ）

伝記
- ロベルト・ジェルヴァーゾ『私は愛に死ぬ　ムッソリーニと恋人クラレッタ』（千種堅訳、新潮社、1984年）

小説
- アントニオ・スクラーティ『小説ムッソリーニ　世紀の落とし子』（上下、栗原俊秀訳、河出書房新社、2021年）

## 伝記研究
- Bosworth, R.J.B. (2017). Claretta: Mussolini's Last Lover, Yale University Press ISBN 978-0300214277
- Farrell, Nicholas (2003). Mussolini: A New Life, Phoenix Press: London ISBN 1-84212-123-5
- Garibaldi, Luciano (2004). Mussolini: The Secrets of His Death, Enigma Books, New York ISBN 1-929631-23-5
- Moseley, Ray (2004). Mussolini: The Last 600 Days of Il Duce, Taylor Trade Publishing, Dallas ISBN 1-58979-095-2